# Virgilio Cano
Virgilio Cano de Lope (Villanueva de los Infantes, Ciudad Real, 5 de febrero de 1955) es un político español del PSOE.

## Biografía
Afiliado al Partido Socialista Obrero Español desde los 20 años, llega a alcanzar el puesto de Vicesecretario General de la Partido Socialista de Madrid-PSOE. Tras la victoria electoral de su partido en las elecciones autonómicas de 1983 es nombrado Consejero de Gobernación en el primer Gobierno de la Comunidad de Madrid, presidido por Joaquín Leguina. Mantiene el puesto de consejero durante los doce años que el PSOE retuvo el ejecutivo madrileño. Desde 1987 a 1995 fue Consejero de Cooperación y Agricultura.
Tras su salida del Gobierno formó parte del Consejo de Telemadrid, hasta 2001 en que fue suspendido de militancia por denuncias sobre corrupción. El 14 de diciembre de 2005 el Juzgado de Instrucción número 21 de la Audiencia Provincial de Madrid le absolvió de dichas denuncias. La Comisión Ejecutiva Federal del PSOE acordó, el 14 de mayo de 2008, restituir todos sus derechos como militante y archivar el expediente seguido contra él.